# یوسف وینکلارژ
یوسف وینکلارژ (چکی: Josef Vinklář؛ ۱۰ نوامبر ۱۹۳۰ – ۱۸ سپتامبر ۲۰۰۷) بازیگر اهل کشور جمهوری چک بود. وی بین سال‌های ۱۹۴۶ تا ۲۰۰۳ میلادی فعالیت می‌کرد. او همسر یانا دیته‌تووا بود.
از فیلم‌ها یا برنامه‌های تلویزیونی که وی در آن نقش داشته‌است می‌توان به بارون قرمز، ترور، باد سیمگون، و همه ما باید به مدرسه برویم اشاره کرد.